# Tala Mungongo
Tala Mungongo ist eine Ortschaft und eine Gemeinde in der angolanischen Provinz Malanje.
Der angolanische Autor Filipe Correia de Sá veröffentlichte im April 2014 einen Roman, den er nach diesem Ort benannt hat, und der auf einer hiesigen Legende beruht.

## Geografie und Verkehr
Der Ort liegt auf einer Höhe von 1150 Metern auf einer Hochebene etwa 90 Kilometer östlich der Provinzhauptstadt Malanje und 80 Kilometer nordwestlich der Kreisstadt Cambundi-Catembo.
Seit 2009 verfügt der Ort über eine asphaltierte Verbindungsstraße zur Kreisstadt Cambundi-Catembo, die Nationalstraße (Estrada Nacional) Nummer 230.

## Verwaltung
Tala Mungongo ist Sitz einer gleichnamigen Gemeinde (Comuna) im Kreis (Município) von Cambundi-Catembo, in der Provinz Malanje. Die Gemeinde hat 1639 Einwohner (Schätzung 2010). Die Volkszählung 2014 soll fortan gesicherte Bevölkerungsdaten liefern.

## Bevölkerung und Wirtschaft
Örtliche Ethnie sind die Twokwo. Populär ist der dem Samba ähnliche Tchianda-Tanz.
Die Bevölkerung der Gemeinde lebt ganz überwiegend von Landwirtschaft, die hier fast ausschließlich in Subsistenzwirtschaft betrieben wird. Von der Gewährung von Agrarkrediten für die landwirtschaftlichen Produktionsgenossenschaften verspricht sich die Gemeindeverwaltung zukünftig eine Steigerung der Produktion über den Eigenbedarf hinaus.